# Tarḫunt

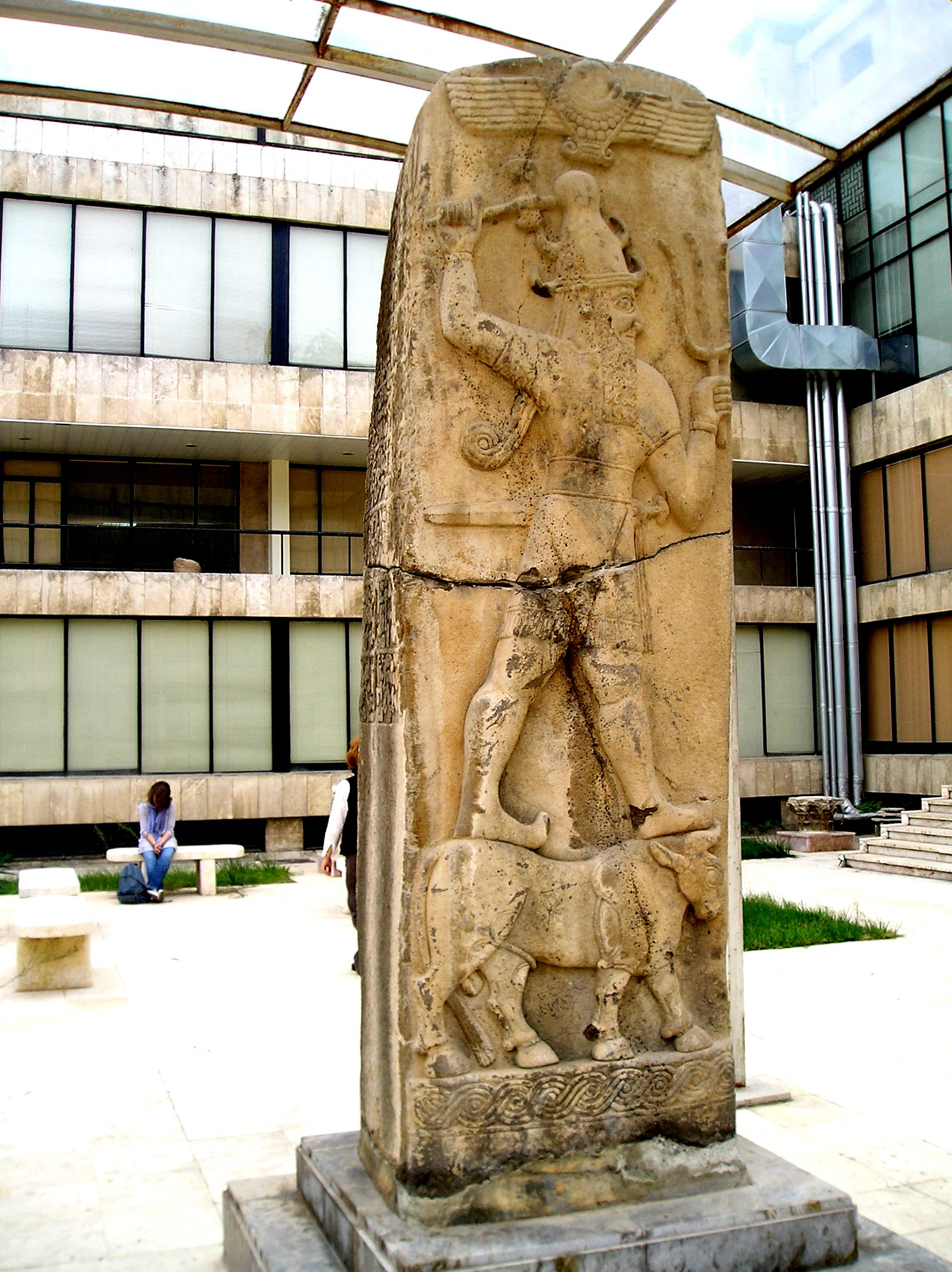
Tarhunza von Aleppo

Tarḫunt (Nominativ: Tarḫunz, jünger auch Tarhunzas) ist der luwische Wettergott und auch der wichtigste Gott der Luwier.

## Name
Der Name des protoanatolischen Wettergottes kann als *Tṛḫu-ent- rekonstruiert werden und ist eine Partizipalbildung zur indoeuropäischen Wurzel *terh2; heth. tarḫu- „besiegen, bezwingen, überwinden“. Er kommt in vielen anatolischen Sprachen vor: hethitisch Tarḫunna-; karisch Trquδ- und lykisch Trqqas (A); Trqqiz (B), der mit Zeus gleichgesetzt wurde. Im Keilschriftluwischen der Bronzezeit lautete sein Name Tarḫunt-, in der älteren Sprache Tarḫuwant-. Er konnte auch mit den Sumerogrammen dU („Gott 10“) oder dIM („Gott Wind“) geschrieben werden. Im Hierglyphenluwischen wurde er als Tarhunza- und Tarhunta- oder mit dem Ideogramm (DEUS) TONITRUS („Gott Donner“) geschrieben.
Der Göttername erscheint häufig in Personennamen. Der älteste Beleg stammt aus dem 19. Jahrhundert v. Chr. in Kültepe als Tarḫuan. Bei den Luwiern war es Brauch, dass Menschen einen reinen Götternamen haben konnten; zusammengesetzte Namen waren aber häufiger. In der Bronzezeit und frühen Eisenzeit sind diese Namen recht häufig. Die jüngsten Namen sind hellenisierte Personennamen aus Südanatolien. So finden sich in Kilikien Tarkumbios (Ταρκυμβιος, luw. *Tarḫunt-piya- „Tarḫunt-Gabe“) oder Trokombigremis (Τροκομβιγρεμις; *Tarḫunt-pihrammi- „glänzender Tarḫunt“). Zudem wurde die hethitische Stadt Tarḫuntašša nach dem luwischen Wettergott benannt.

## Wesen

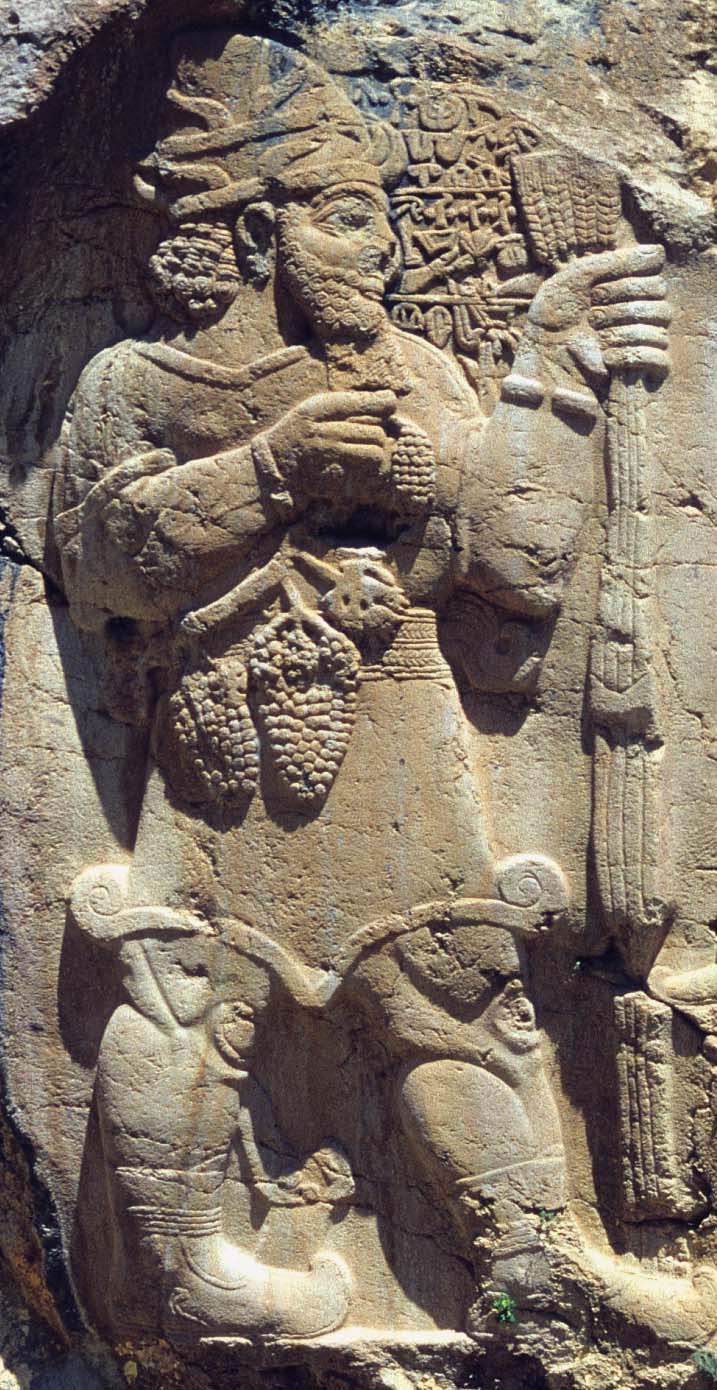
Tarhunza des Weinberges; Felsrelief von İvriz

Der luwische Wettergott behielt seine indoeuropäischen Züge deutlicher als der hethitische Wettergott Tarḫunna. So wurde er weniger mit dem Stier verbunden, wie in Anatolien üblich, sondern mit dem Pferd. Gemäß dem Ritual gegen Pferdepest des Uḫḫamuwa von Arzawa werden die Pferde des Wettergottes gefüttert und dessen Wagen mit Schaffett geschmiert (HT 1 ii 34ff.).
Die verschiedenen luwischen Beinamen des Tarḫunt deuten auf seine Funktionen hin. Er war mächtig (kluw. dU mūwattalla/i-; hluw. mūwattallis Tarhunzas) und hilfreich (kluw. dU warraḫitaššaš; „Tarḫunt der Hilfe“), aber auch strafend (kluw. tapattanašši- dU). So wird Tarḫunt in eisenzeitlichen Zeugnissen aufgefordert, Gegner mit seiner Axt zu zerschmettern. Im Krieg eilt er dem König voraus und verlieh den Sieg und konnte deshalb „Tarḫunt des (Schlacht)Feldes“ (kluw. immarašša- dIM) oder „Tarḫunt des Heeres“ (hluw. kuwalanassis Tarhunzas) genannt werden. Als himmlischer Wettergott wird er „Tarḫunt des Himmels“ genannt. Als glänzender oder blitzender Gott trug er die Beinamen piḫaimmiš („blitzend, glänzend“) und piḫaššaššiš („des Blitzes, Glanzes“). Vom letzteren leitet sich der Name des griechischen Götterpferdes Pegasos ab. Der Wettergott wird zudem mit Bergen verbunden (kluw. ariyaddališ dIM-anz; hluw. arīddallassis Tarhunzas; „Berg-Tarhunzas“). Im eisenzeitlichen Karkamis wurde Tarhunzas vom Berg Arputa (Arputawannis Tarhunzas) verehrt.

### Persönlicher Gott von Muwatalli II.
Der hethitische Großkönig Muwattalli II. wählte als seinen Schutzgott den Wettergott des Blitzes (dU piḫaššaššiš), den er mit: „Wettergott des Blitzes, mein Herr, des Himmels König“ ansprach. Nach seinen Angaben wurde er vom Gott aufgezogen und dieser setzte ihn auch ins Königtum ein. Sein Gebet an den Gott zeigt luwische Merkmale: „Wettergott des Blitzes glänze über mich wie das Mondlicht, scheine über mich wie der Sonnengott des Himmels!“ (KUB 6.45 iii 68-70)

### Tarḫunt des Weinberges
Ein luwische Neuerung ist der Wettergott des Weinberges. Er wird erstmals in einem südanatolischen Weinbergritual aus dem 16. Jahrhundert v. Chr. erwähnt, wo er angerufen wird, um das Gedeihen des königlichen Weinberges zu fördern, zusammen mit der Göttin Mamma und weiteren Götterpaaren wie dem Schutzgott und Ala oder Telipinu und Maliya.
Während der Eisenzeit wurde „Tarhunzas des Weinberges“ (tuwarasina Tarhunza) besonders in Tabal verehrt. König Warballawa von Tuwana (2. Hälfte des 8. Jahrhunderts v. Chr.) ließ bei İvriz nahe einer ergiebigen Quelle ein imposantes Felsbild mit dem Relief des Gottes einrichten. Dargestellt wird er als bärtiger Gott mit Locken und Helm. Er trägt einen Knierock und Gürtel, aber kein Schwert. In der Linken hält er Trauben und in der Rechten Kornähren. Ihm wurden Tiere geopfert und als Dank „kam viel herab vom Himmel und viel kam herauf von der Erde“, was sich auf den Regen wie auf das Quellwasser bezieht. In Samʼal erscheint er aramäisiert als Hadad des Weinberges (hdd krmn, Hadad Karmīn).

## Kultorte
Bereits in der frühen Bronzezeit war Aleppo eine überregionale Wettergottstadt. Mit der Unterwerfung Syriens durch Šuppiluliuma I. (1355–1325 v. Chr.) wurde diese Stadt dem hethitischen Reich einverleibt und Šuppiluliuma setzte seinen Sohn Telipinu als Priesterkönig von Aleppo ein. Der Tempel des Wettergottes in Aleppo wurde dem hethitischen Kult angepasst. Während der Eisenzeit entstand ein neuer Tempel, der dem Tarḫunt von Ḫalpa geweiht wurde.

## Drachenkampf

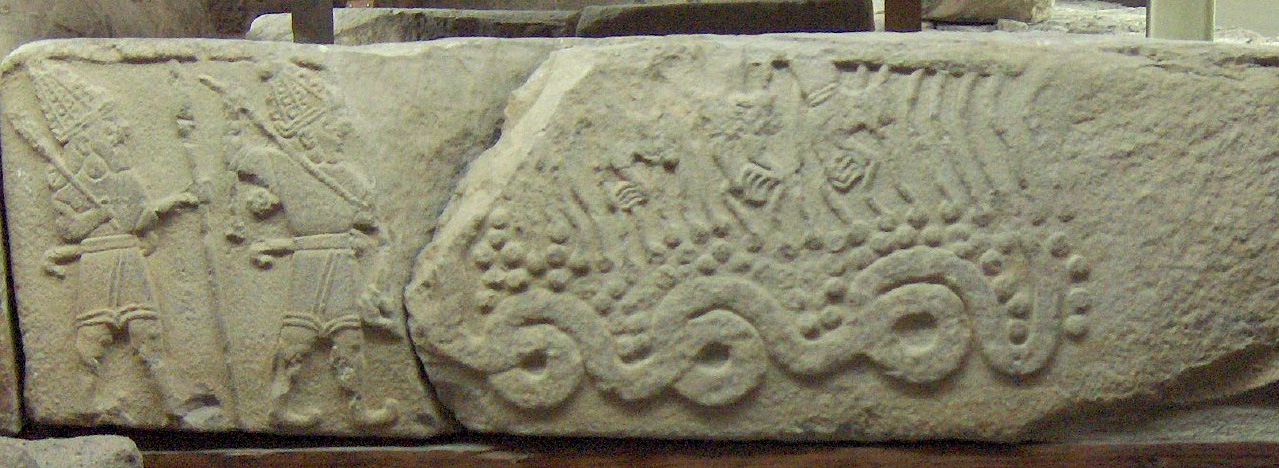
Spätluwisches Relief aus Arslantepe mit dem Wettergott und einem Begleiter, die ein Schlangenmonster bekämpfen

In einem Relief aus Arslantepe werden der Wettergott und ein Begleiter abgebildet, die gegen ein schlangenartiges Wasserwesen ankämpfen. Diese Darstellung erinnert an den hethitischen Illuyanka und den hurritischen Ḫedammu, ein Mythos, der in den indoeuropäischen Kulturen und auch im Nahen Osten weit verbreitet ist. Der anatolische Mythos wurde in die griechische Mythologie übernommen, wonach Zeus den Drachen Typhon bekämpfte. Als Übernahmeort des Mythos wird Kilikien diskutiert, weil dort die Kontakte zwischen Griechen und Anatoliern schon früh intensiv waren. Auch die Schauplätze des Mythos deuten in diese Richtung: der in Syrien gelegene Berg Kasion und besonders die Umgebung von Korykos im Rauen Kilikien, wo die luwische Religion bis in die Römerzeit weiterlebte.

## Darstellung

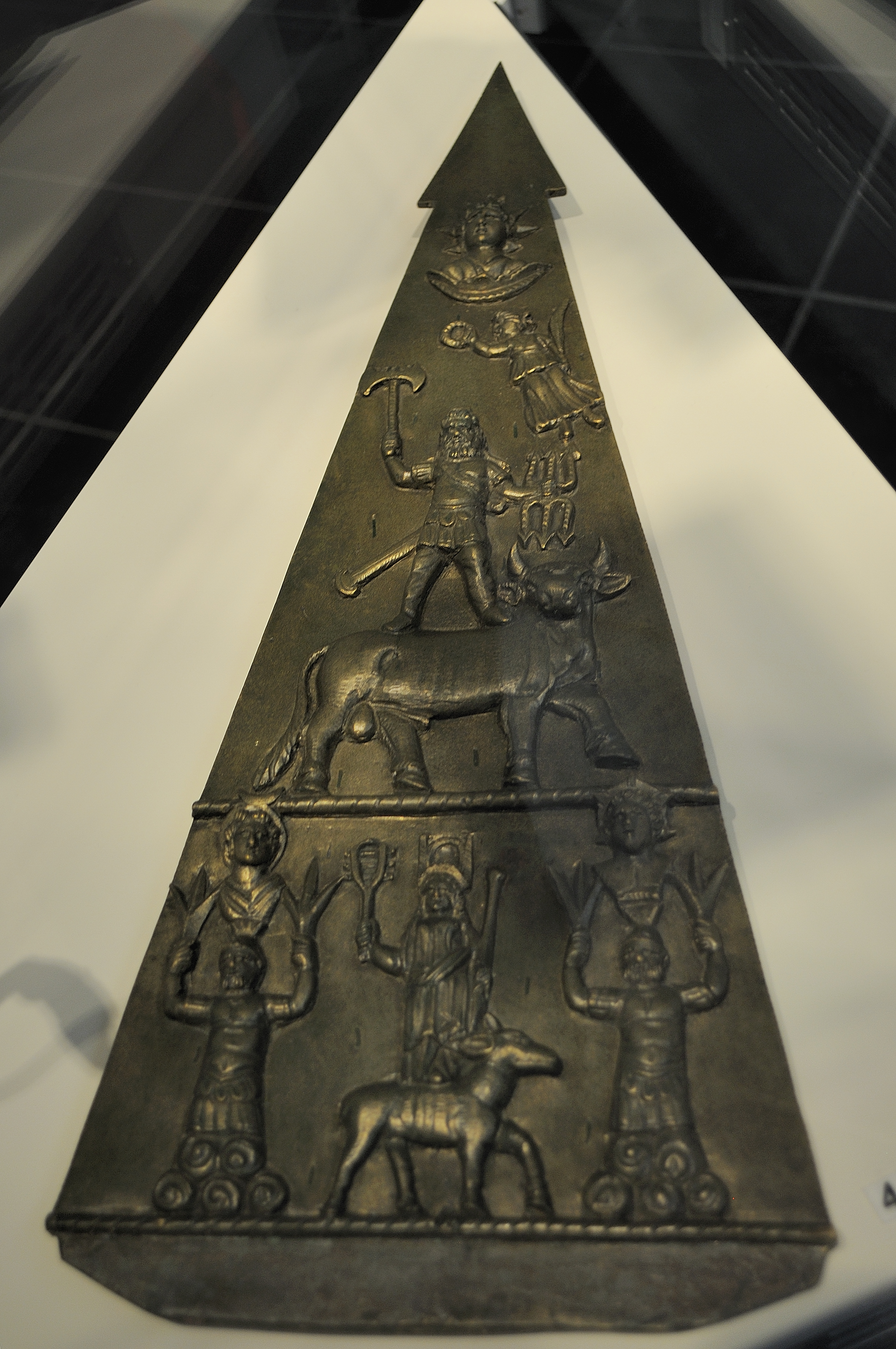
Jupiter Dolichenus von Heddernheim

Aus der Bronzezeit fehlen Darstellungen, die auf den luwischen Wettergott bezogen werden können. Aus der Eisenzeit sind dagegen rund über 60 Reliefdarstellungen und Statuen des Wettergottes bekannt. Dabei können drei Typen unterschieden werden. In der einfachen Darstellung wird er als bärtiger Gott dargestellt, mit Hörnerhelm, Kurzrock und mit einem Schwert gegürtet. In der hinteren Hand hält er eine Axt und in der vorderen ein Blitzbündel. Über dem Haupt kann eine Flügelsonne abgebildet werden, als Zeichen für seine Herrschermacht. Der zweite Typ stellt ihn ähnlich dar, aber auf einem Stier stehend. Dieses Bild stellt den Wettergott von Aleppo dar, der die Vorstellungen über das Wesen von Tarḫunt in Syrien stark beeinflusste. Nachdem diese Darstellung im 7. Jahrhundert v. Chr. verschwand, taucht sie zu Beginn der römischen Kaiserzeit wieder in Nordsyrien auf, und kam mit römischen Soldaten als Iupiter Dolichenus nach Mitteleuropa, dessen Kultzentrum in Dülük (antik: Doliche) nordwestlich von Karkamis lag. Besonders das Bronzedreieck von Heddernheim zeigt auffallende Ähnlichkeit mit Darstellungen des luwischen Tarḫunt in Nordsyrien. Der dritte Typ bildet den Wettergott mit Kornähren und Weintrauben ab. Dieser Typ ist in Tabal (Anatolien) verbreitet. Am bekanntesten ist das Felsrelief von İvriz. Dieser Tarhunza des Weinberges kann unbewaffnet oder mit Axt und Blitzbündel dargestellt werden.

### Darstellungen von Tarhunza
- Stele Adıyaman 1: Inschrift wahrscheinlich von Suppiluliuma von Kummaha
- Stele Adıyaman 2: Inschrift von Lakawanni
- Statue von Çineköy: Inschrift von Awariku
- Felsrelief von Gökbez: keine Inschrift
- Felsrelief von İvriz: Inschrift von Warballawa
- Stele von Keşlik: Inschrift unleserlich
- Stele von Kürtül: Inschrift von La
- Stele Maraş 11: Inschrift unbekannter Herkunft
- Stele von Niğde: Inschrift von Muwaharrani